# 亀江幸二
亀江 幸二（かめえ こうじ、1951年または1952年 - ）は、日本の建設・国土交通技官。国交省砂防部長、全国治水砂防協会常務理事等を歴任。

## 経歴・人物
愛知県出身。1974年 (昭和49年) 3月 名古屋大学農学部林学科卒業。同年4月 建設省採用、1990年 (平成2年) 4月　九州地方建設局 (現・九州地方整備局) 大隅工事事務所長、1992年10月　中国地方建設局 (現・中国地方整備局) 河川部河川調査官、1994年4月 河川局砂防部砂防課砂防事業調整官、1997年4月 新潟県土木部砂防課長、1999年9月　ネパール王国に派遣、2002年1月 河川局砂防部保全課長、2003年7月 同部砂防計画課長、2005年8月 同部長。退官後、全国治水砂防協会常務理事、一般財団法人砂防フロンティア整備推進機構理事長を務めた。

## その他役職
- 一般社団法人国際砂防協会理事[5]

## 栄典
- 2022年 (令和4年) 春の叙勲で瑞宝中綬章[1]